# Sněžnogorsk (Murmanská oblast)
Sněžnogorsk (rusky Снежногорск) je uzavřené město v Murmanské oblasti v Ruské federaci, administrativně náleží do uzavřeného městského okruhu Alexandrovsk, který byl ustaven výnosem prezidenta Ruské federace dne 28. května 2008. Při sčítání lidu v roce 2010 měl Sněžnogorsk přes dvanáct tisíc obyvatel.

## Poloha
Sněžnogorsk leží přibližně pětadvacet kilometrů severně od správního střediska oblasti, Murmansku, ovšem na opačné, západní straně Kolského zálivu.

## Dějiny
Sněžnogorsk byl založen v roce 1964 pod jménem Vjužnyj (Вью́жный), jako krycí jméno se používalo Murmansk-60. Městem je od 4. října 1980.
Nové jméno odvozené od sněhu získal Sněžnogorsk v roce 1994.